# Zilversulfadiazine
Zilversulfadiazine (gekend onder de commerciële naam Flammazine) is een antibioticum, vooral toegepast als crème bij brandwonden. Het is breed werkzaam tegen bacteriën en ook gisten. Sulfadiazine is een sulfapreparaat-antibioticum, en ook zilver heeft antibiotische werking.
De stof is opgenomen in de lijst van essentiële geneesmiddelen van de WHO.

## Werking
Het middel lost slecht op in water, en dringt beperkt door de huid; alleen bij een zeer groot wondoppervlak kan absorptie van het middel een probleem zijn. De crème wordt toegepast op 2e en 3e graads brandwonden tot de wonden genezen zijn of een transplantatie wordt uitgevoerd. Ook bij andere oppervlakkige verwondingen kan de crème worden toegepast.

## Bijwerkingen
Overgevoeligheid (huiduitslag, jeuk). Het zilver kan de wondbodem zwart doen verkleuren